# Mszana Dolna
Mszana Dolna is een stad in het Poolse woiwodschap Klein-Polen, gelegen in de powiat Limanowski. De oppervlakte bedraagt 27,1 km², het inwonertal 7431 (2005).

## Verkeer en vervoer
- Station Mszana Dolna
- Station Mszana Dolna Marki